# Harit Cheewagaroon
Harit Cheewagaroon (หฤษฎ์ ชีวการุณ), noto anche con lo pseudonimo di Sing (ซิง) (Bangkok, 8 marzo 1997), è un attore e conduttore televisivo thailandese, conosciuto in particolare per l'interpretazione di Per in Love Sick: The Series - Rak wun wai run saep.

## Filmografia

### Televisione
- Love Sick: The Series - Rak wun wai run saep - serie TV (2014-2015)
- Love Songs Love Series - serie TV (2016)
- Run phi Secret Love - serie TV (2016-2017)
- Melodies of Life - serie TV (2016)
- Little Big Dream - Khwam fan an sungsut - film TV (2016)
- Slam Dance - Thum fan sanan flo - serie TV, 13 episodi (2017)
- My Dear Loser - Rak mai aothan - serie TV (2017)
- The Gifted - Nak rian phalang kif - serie TV, 13 episodi (2018)
- Wolf - serie TV, 13 episodi (2019)
- He's Coming To Me - miniserie TV, 8 episodi (2019)
- One Night Steal - serie TV, 13 episodi (2019)
- Not Me - serie TV (2021)

## Programmi televisivi
- Rod rong rian (GMM 25, 2018)
- Beauty & The Babes Soo Taai My First Date (YouTube/Line TV, 2018)

## Discografia

### Singoli
- 2018 - Soo sah (con Pattadon Jan-Ngern e Phuwin Tangsakyuen)[1]